# L'Amour toujours (chanson)
Singles de Gigi D'Agostino
Super (1, 2, 3)
(2000) Silence
(2004)
Pistes de L'Amour toujours
Another Way
(1) Elisir
(3)
L'Amour toujours (ou I'll Fly with You) est une chanson du compositeur italien Gigi D'Agostino, sortie en juillet 2000 pour les radios américaines et les clubs. 

## Développement
Le single sort dans les pays européens en octobre 2000. Le single est extrait de l'album du même nom, L'Amour toujours (1999). Durant l'été 2001, la chanson devient populaire dans les rave parties américaines et devient un classique de ces dernières. La chanson rencontre un franc succès en Europe, en Asie et en Amérique du Sud. Le single atteint la 78e place dans le Billboard Hot 100 le 15 septembre 2001.

## Controverses
À partir de 2023, la mélodie est détournée par des groupes d'extrême droite en Allemagne. En mai 2024, une vidéo dans laquelle les paroles originales de la chanson sont remplacées par le slogan xénophobe « Deutschland den Deutschen, Ausländer raus » (L'Allemagne aux Allemands, les étrangers dehors) provoque une indignation généralisée et la condamnation d'une partie de la classe politique allemande.

## Liste des pistes
- CD maxi - Europe (2001)

1. L'amour toujours (L'amour vision) - 6:53
2. Un giorno credi (featuring Edoardo Bennato)	- 8:04
3. L'amour toujours (gigidagostino.com) - 7:57

## Classements
| Classement (2000–2001)                   | Meilleure position |
| ---------------------------------------- | ------------------ |
| Autriche (Ö3 Austria Top 40)             | 3                  |
| Belgique (Flandre Ultratop 50 Singles)   | 2                  |
| Belgique (Wallonie Ultratop 50 Singles)  | 27                 |
| Canada (Nielsen SoundScan)               | 11                 |
| Danemark (Tracklisten)                   | 1                  |
| Allemagne (Media Control Charts)         | 3                  |
| Hongrie (Rádiós Top 40)                  | 13                 |
| Irlande (IRMA)                           | 18                 |
| Italie (FIMI)                            | 6                  |
| Pays-Bas (Nederlandse Top 40)            | 1                  |
| Roumanie (Romanian Top 100)              | 1                  |
| Espagne (AFYVE)                          | 10                 |
| Suisse (Schweizer Hitparade)             | 25                 |
| États-Unis Billboard Hot 100             | 78                 |
| États-Unis Billboard Hot Dance Club Play | 44                 |

### Certifications
| Pays            | Certifications | Ventes  |
| --------------- | -------------- | ------- |
| Autriche (IFPI) | Or             | 15 000  |
| Allemagne (BM)  | Or             | 250 000 |